# Rae
Rae (německy Johannishof) je vesnice v estonském kraji Harjumaa, samosprávně patřící do obce Rae, která je podle ní pojmenována.